# People's Park (Berkeley)
People's Park, ou parc du Peuple en français, est un parc situé à côté de Telegraph Avenue, délimité par les rues Haste et Bowditch et Dwight Way, près de l'Université de Californie à Berkeley, à Berkeley, en Californie. Le parc a été créé lors de l'activisme politique radical de la fin des années 1960.,,,
Le quartier Sud a été le théâtre d'un affrontement majeur entre des étudiants manifestants et la police en mai 1969. Une peinture murale près du parc, peinte par l'artiste de Berkeley O'Brien Thiele et l'avocate/artiste Osha Neumann, représente la fusillade de James Rector, un étudiant décédé des suites de blessures par balle infligées par la police le 15 mai 1969.
Bien qu'il soit la propriété légale de l'université de Californie, le People's Park a fonctionné comme un parc public depuis le début des années 1970. Bien qu'ouvert à tous le parc sert dans la journée de refuge à la vaste population de SDF qui, avec d'autres reçoit de la nourriture de l'association « East Bay Food not Bombs ». Les voisins du parcs et ses usagers entrent parfois en conflit avec les SDF.

## Début de l'histoire avant mai 1969
En 1956, les régents de l'Université de Californie ont alloué un terrain de 11 hectares, contenant des résidences, à l'aménagement de logements étudiants, de parkings et de bureaux dans le cadre du « Plan de développement long terme » de l'université. À l'époque, les fonds publics manquaient pour acheter le terrain et le projet fut mis de côté jusqu'en juin 1967, date à laquelle l'université a reçu 1,3 million de dollars pour acquérir le terrain par le biais d'expropriations. L'objectif à court terme était de créer des terrains de sport, les logements étudiants étant un objectif à plus long terme.
Les bulldozers sont arrivés en février 1968 et ont commencé la démolition des résidences. Mais l'université a manqué de fonds de développement, laissant le terrain seulement partiellement débarrassé des débris de démolition et des gravats pendant 14 mois. Le site boueux est devenu un terrain vague avec des voitures abandonnées.
Le 13 avril 1969, des commerçants et des résidents locaux ont tenu une réunion pour discuter des utilisations possibles du site abandonné. À l'époque, l'activiste étudiante Wendy Schlesinger et Michael Delacour (un ancien employé d'un sous-traitant de la défense devenu militant anti-guerre) s'étaient attachés à l'endroit, car ils l'utilisaient comme lieu de rendez-vous pour une liaison amoureuse secrète. Lors de cette réunion, ces deux personnes ont présenté un plan visant à transformer le terrain sous-utilisé appartenant à l'université en un parc public. Ce plan a été approuvé par les participants, mais pas par l’université. Stew Albert, cofondateur du Yippie Party, a accepté d'écrire un article pour le journal local de contre-culture, le Berkeley Barb, sur le sujet du parc, notamment pour appeler à l'aide les résidents locaux.
Michael Delacour a déclaré : « Nous voulions un espace de liberté d'expression qui ne soit pas contrôlé comme l'était Sproul Plaza, la place à l'entrée sud de l'université de Berkeley. Ce devait être un nouveau lieu pour s'organiser, pour se rassembler. Le parc était devenu secondaire. Le microphone de la liberté d'expression de l'université était disponible pour tous les étudiants, avec peu (voire aucune) de restrictions sur la liberté d'expression. La construction du parc a impliqué bon nombre des mêmes personnes et des mêmes politiques que celles du mouvement pour la liberté d'expression de 1964.
Le 18 avril 1969, un article d'Albert paru dans le Berkeley Barb (un journal de contre-culture), et le dimanche 20 avril, plus de 100 personnes arrivèrent sur le site pour construire le parc. Le paysagiste local Jon Read and d'autre apportèrent des arbres, des fleurs, des arbustes et des plaques de gazon. De la nourriture gratuite a été fournie, et le développement communautaire du parc a continué. Finalement, environ 1 000 personnes se sont impliquées directement, tandis que beaucoup d'autres ont fait des dons en argent et en matériel. Le parc était essentiellement achevé à la mi-mai,,.
Frank Bardacke, un participant au développement du parc, a déclaré dans un film documentaire intitulé Berkeley dans les années 60 : « un groupe de personnes a pris un terrain appartenant à l'Université de Californie, qui était un parking, et l'a transformé en parc, puis a dit : « Nous utilisons le terrain mieux que vous ne l'avez utilisé ; il est à nous ».
Le 28 avril 1969, le vice-chancelier de Berkeley, Earl Cheit, a publié les plans d'un terrain de sport à construire sur le site. Ce plan était en conflit avec les projets des militants du People's Park. Cheit a toutefois déclaré qu'il ne prendrait aucune mesure sans en informer les défenseurs du parc. Deux jours plus tard, le 30 avril, Cheit leur a attribué le contrôle d'un quart du terrain.
Le 6 mai, le chancelier Heyns a rencontré des membres du comité du People's Park, des représentants des étudiants et des professeurs du College of Environmental Design. Il a fixé un délai de trois semaines à ce groupe pour produire un plan pour le parc, et il a réitéré sa promesse que la construction ne commencerait pas sans avertissement préalable.
Le 13 mai, le chancelier Roger W. Heyns a informé les médias via un communiqué de presse que l'Université construirait une clôture autour de la propriété et commencerait les travaux de construction.

## 15 mai 1969:  «Le jeudi sanglant»

Carte de Berkeley Sud. La zone verte est le People's Park ; la zone marron à motif est la propriété de l'UC Berkeley.

Né le 20 avril, pendant ses trois premières semaines, le People's Park a été utilisé à la fois par les étudiants universitaires, les résidents et les commerçants locaux de Telegraph Avenue qui ont exprimé leur appréciation pour les efforts de la communauté pour améliorer le quartier,. Les objections à l’expropriation des propriétés universitaires étaient généralement modérées, même parmi les administrateurs scolaires.
Cependant, le gouverneur Ronald Reagan avait publiquement critiqué les administrateurs de l'université pour avoir toléré les manifestations étudiantes sur le campus de Berkeley. Il avait reçu un soutien populaire pour sa promesse de campagne au poste de gouverneur en 1966 de sévir contre ce que le public percevait comme une attitude généralement laxiste dans les universités publiques de Californie. Reagan a qualifié le campus de Berkeley de « refuge pour les sympathisants communistes, les manifestants et les déviants sexuels »,. Il considérait la création du parc comme un défi direct de la gauche aux droits de propriété de l'université, et il y a vu une opportunité de tenir sa promesse de campagne.
Le jeudi 15 mai 1969 à 4h30 du matin, le gouverneur Reagan a envoyé des agents de la California Highway Patrol et de la police de Berkeley dans le People's Park, contredisant la promesse du chancelier Heyns faite le 6 mai selon laquelle rien ne serait fait sans avertissement. Les agents ont dégagé un périmètre de 8 pâtés de maisons autour du parc, tandis qu'une grande partie de ce qui avait été planté a été détruite et qu'une clôture en fil de fer à mailles de 2,4 mètres de haut a été installée pour empêcher l'accès et prévenir la plantation de nouveaux arbres, herbes, fleurs ou arbustes.
Cette action a été menée à la demande du maire républicain de Berkeley, Wallace Johnson.  Cela a donné lieu à « l'affrontement le plus violent de l'histoire de l'université ».

### De la manifestation à l'émeute
À partir de midi le 15 mai, environ 3 000 personnes se sont rassemblées sur la Sproul Plaza, à proximité de l'université de Californie à Berkeley, pour un meeting dont le but initial était de discuter du conflit israélo-arabe. Plusieurs personnes ont pris la parole ; puis, Michael Lerner a cédé la tribune de la liberté d'expression au président du corps étudiant de l'ASUC, Dan Siegel, parce que les étudiants étaient préoccupés par la clôture et la destruction du parc. Siegel a déclaré plus tard qu'il n'avait jamais eu l'intention de déclencher une émeute ; cependant, lorsqu'il a crié « Prenons le parc ! », la police a éteint le système audio. La foule a réagi spontanément, se déplaçant sur Telegraph Avenue en direction du People's Park en scandant : « Nous voulons le parc ! »
Arrivés en début d'après-midi, les manifestants ont été accueillis par les 159 policiers restants de Berkeley et de l'université affectés à la garde du site clôturé du parc. Les manifestants ont ouvert une bouche d'incendie, plusieurs centaines d'entre eux ont tenté de démolir la clôture et ont jeté des bouteilles, des pierres et des briques sur les policiers, puis ces derniers ont répondu par des tirs de grenades lacrymogènes. Une confrontation majeure s'ensuivit entre la police et la foule, qui compte alors 4 000 personnes. Les premières tentatives de la police pour disperser les manifestants n'ont pas réussi et des agents supplémentaires ont été appelés en renfort dans les villes environnantes. Au moins une voiture a été incendiée. Un grand groupe de manifestants s'est retrouvé confronté à un petit groupe d'adjoints du shérif qui se sont retournés et ont couru. La foule de manifestants a poussé des acclamations et les a brièvement poursuivis jusqu'à ce que les adjoints du shérif se précipitent dans un centre de vente de voitures d'occasion. La foule s'est alors retournée et a couru vers une voiture de patrouille qu'elle a renversée et incendiée.

### Usage de fusils de chasse
Le chef de cabinet de Reagan, Edwin Meese III, un ancien procureur du comté d'Alameda, s'était forgé une réputation de ferme opposition à ceux qui protestaient contre la guerre du Vietnam au centre de conscription d'Oakland et ailleurs. Meese a assumé la responsabilité de la réponse gouvernementale à la protestation du People's Park et a fait appel aux adjoints du shérif du comté d'Alameda, portant ainsi le total des forces de police à 791 agents provenant de diverses juridictions.
Sous la direction de Meese, la police a été autorisée à utiliser les méthodes de son choix contre la foule, qui avait atteint environ 6 000 personnes. Des policiers en tenue anti-émeute complète (casques, boucliers et masques à gaz) ont caché leurs badges pour éviter d'être identifiés et se sont dirigés vers la foule en brandissant des matraques. "
Alors que les manifestants battaient en retraite, les adjoints du shérif du comté d'Alameda les ont poursuivis sur plusieurs pâtés de maisons le long de Telegraph Avenue, jusqu'à l'école secondaire Willard sur Derby Street, tirant des grenades lacrymogènes et des chevrotines "00" dans le dos de la foule en fuite.
Les autorités ont initialement affirmé que seules des chevrotines avaient été utilisées comme munitions pour fusils de chasse. Lorsque les médecins ont fourni des plombs « 00 » prélevés sur les blessés prouvant que des chevrotines avaient été utilisées, le shérif Frank Madigan du comté d'Alameda a justifié l'utilisation de fusils de chasse chargés de chevrotines mortelles en déclarant : « Le choix était essentiellement le suivant : utiliser des fusils de chasse - parce que nous n'avions pas la main-d'œuvre disponible - ou battre en retraite et abandonner la ville de Berkeley à la foule. » Le shérif Madigan a cependant admis que certains de ses adjoints (dont beaucoup étaient des vétérans de la guerre du Vietnam) avaient été trop agressifs dans leur poursuite des manifestants, agissant « comme s'ils étaient du Viet Cong. »,

### Nombre de victimes
« L'usage aveugle de fusils de chasse [était] une pure folie », selon le Dr Harry Brean, radiologue en chef à l'hôpital Herrick de Berkeley.
Les adjoints du shériff du comté d'Alameda firent usage de fusils pour tirer sur les gens assis sur le toit du cinéma Telegraph Repertory. L'étudiant James Rector fut tué par un tir de la police. Le légiste du comté d'Alameda à indiqué comme cause de la mort : « choc et hémorragie dus à de miltiples blessures par balle et perforation de l'aorte ». La chevrotine était de même taille que des balles de calibre .38. Le gouverneur Reagan conceda que Rector avait probablement atteint par un tir de la police lais répliqua qu' « il serait très naïf de croire que l'on peut envoyer quelqu'un dans un tel conflit avec une tapette tue-mouche ». Le département de police de l'université de Californie (UCPD) déclara que Rector avait lancé une tige d'acier sur la police, bien que d'après le Time Rector n'était qu'un observateur, pas un protestataire.
Le charpentier Alan Blanchard a été définitivement aveuglé par une décharge de plombs de chasse qui l’a atteint directement au visage.
Au moins 128 habitants de Berkeley ont été admis dans les hôpitaux locaux pour des traumatismes crâniens, des blessures par balle et d'autres blessures graves infligées par la police. Le nombre réel de blessés graves était probablement beaucoup plus élevé, car de nombreux blessés n'ont pas cherché à se faire soigner dans les hôpitaux locaux pour éviter d'être arrêtés. Des étudiants en médecine et des internes locaux ont organisé des équipes mobiles de premiers secours composées de bénévoles pour aider les manifestants et les passants blessés par des tirs de chevrotine, des matraques ou des gaz lacrymogènes. Un hôpital local a également signalé que deux étudiants avaient été blessés par des fusils de gros calibre.
Les informations diffusées au moment de la fusillade indiquaient que 50 personnes avaient été blessées, dont cinq policiers. Certains registres d'hôpitaux locaux indiquent que 19 policiers ou adjoints du shérif du comté d'Alameda ont été soignés pour des blessures mineures ; aucun n'a été hospitalisé. Cependant, l'UCPD affirme que 111 policiers ont été blessés, dont un officier de la California Highway Patrol, Albert Bradley, qui a été poignardé à la poitrine.

### État d'urgence
Ce soir-là, le gouverneur Reagan a déclaré l'état d'urgence à Berkeley et a envoyé 2 700 soldats de la Garde nationale,. Le conseil municipal de Berkeley a voté symboliquement à 8 voix contre 1 contre la décision. Pendant deux semaines, les rues de Berkeley ont été patrouillées par des gardes nationaux, qui ont dispersé même les petites manifestations avec des gaz lacrymogènes. Le gouverneur Reagan a été ferme et sans complexe : « Une fois que les chiens de guerre ont été lâchés, il faut s'attendre à ce que des choses se produisent et que les gens, en tant qu'êtres humains, commettent des erreurs des deux côtés. »
Lors de l'incident du People's Park, des troupes de la Garde nationale étaient postées devant les terrains vides de Berkeley pour empêcher les manifestants de planter des fleurs, des arbustes ou des arbres. Les jeunes femmes hippies se moquaient des troupes et les taquinaient, distribuant à une occasion des brownies à la marijuana et de la limonade additionnée de LSD. Certains manifestants, le visage caché par des foulards, ont défié la police et les troupes de la Garde nationale. Des centaines de personnes ont été arrêtées et les citoyens de Berkeley qui s'aventuraient dehors pendant les heures de couvre-feu risquaient d'être harcelés et battus par la police.
Des policiers de la ville de Berkeley ont été découverts garés à quelques pâtés de maisons du parc annexe, retirant leurs badges et revêtant des masques grotesques de type Halloween (y compris des visages de cochon) pour attaquer les citoyens qu'ils trouvaient dans cetteannexe. "

### Lendemain du «Jeudi Sanglant»
Le mercredi 21 mai 1969, une cérémonie commémorative a eu lieu à midi en l'honneur de l'étudiant James Rector à Sproul Plaza sur le campus universitaire, en présence de plusieurs milliers de personnes.
Le jeudi 22 mai 1969, environ 250 manifestants ont été arrêtés et accusés de rassemblement illégal ; la caution a été fixée à 800 $ (5 185 $ en dollars de 2014).
En signe de solidarité avec les étudiants, 177 membres du corps enseignant ont déclaré qu'ils n'étaient « pas disposés à enseigner tant que la paix n'aurait pas été obtenue par le retrait de la police et des troupes ». Le 23 mai, le sénat de la faculté de Berkeley a approuvé (642 contre 95) une proposition du College of Environmental Designs visant à faire du parc la pièce maîtresse d'une expérience de conception générée par la communauté.
Lors d'un référendum universitaire distinct, les étudiants de l'UC Berkeley ont voté à 12 719 voix contre 2 175 en faveur du maintien du parc ; la participation représente environ la moitié du corps étudiant inscrit,.

### Réponse institutionnelle aux manifestations
Les forces de l'ordre ont utilisé une nouvelle forme de contrôle des foules : le gaz poivré. Les bureaux de rédaction du journal Berkeley Tribe ont été aspergés de gaz poivré et des grenades lacrymogènes ont été tirées dans les bureaux, blessant le personnel de la presse clandestine.
Le 20 mai 1969, des hélicoptères de la Garde nationale ont survolé le campus de Berkeley, l'aspergeant de gaz lacrymogène qui s'est dispersé dans toute la ville, envoyant des écoliers à des kilomètres de là vers les hôpitaux. Il s'agissait là de l'un des plus grands déploiements de gaz lacrymogène lors des manifestations contre la guerre du Vietnam. Le gouverneur Reagan a concédé qu'il s'agissait peut-être d'une « erreur tactique ». Son utilisation n'était pas encore interdite dans le cadre de la Convention sur les armes chimiques.
Le Washington Post a écrit à propos de cet incident dans un éditorial : « Le gazage aveugle d'un millier de personnes, qui n'était à l'époque en violation d'aucune loi, semble plus qu'un peu excessif. » L'éditorial critiquait également la législation présentée à la Chambre des représentants des États-Unis qui aurait « coupé l'aide fédérale aux universités qui ne parviennent pas à prévenir les troubles sur les campus. »
Cette loi, la loi sur la protection de l’enseignement supérieur et la liberté d’expression de 1969 (projet de loi sur les troubles sur les campus, HR 11941, 91e Congrès), était une réponse aux protestations et manifestations de masse dans les universités et les collèges de tout le pays. Ce projet de loi a été présenté par la présidente du sous-comité spécial de la Chambre sur l'éducation, la représentante Edith Green (D-OR). Le projet de loi aurait obligé les collèges et les universités à déposer auprès du commissaire américain à l'éducation des plans d'action pour faire face aux troubles sur les campus. Le projet de loi donnait aux institutions le pouvoir de suspendre l’aide fédérale aux étudiants reconnus coupables – par un tribunal ou par l’université – d’avoir violé les règles du campus en lien avec des émeutes étudiantes. Toute école qui ne déposerait pas de tels plans perdrait son financement fédéral,,.
Le gouverneur Reagan a soutenu la législation fédérale. Dans une déclaration du 19 mars 1969, il a exhorté le Congrès à « se préoccuper tout autant de ceux qui commettent des actes de violence et qui ne reçoivent aucune aide ». Le 20 mai 1969, le procureur général John N. Mitchell a informé le Comité que la loi existante était « adéquate ».

### Manifestation pacifique
Le 30 mai 1969, 30 000 citoyens de Berkeley (sur une population de 100 000 personnes) ont obtenu un permis municipal et ont défilé sans incident devant le People's Park barricadé pour protester contre l'occupation de leur ville par le gouverneur Reagan, la mort de James Rector, l'aveuglement d'Alan Blanchard et les nombreuses blessures infligées par la police. Des jeunes filles ont glissé des fleurs sur les canons des fusils de la Garde nationale armés de baïonnettes, et un petit avion a survolé la ville en traînant une banderole sur laquelle on pouvait lire : « Que mille parcs fleurissent. »,
Néanmoins, au cours des semaines suivantes, les troupes de la Garde nationale ont dispersé tous les groupes de plus de quatre personnes qui se rassemblaient pour quelque raison que ce soit dans les rues de Berkeley, de jour comme de nuit. Au début de l’été, les troupes déployées dans le centre-ville de Berkeley ont encerclé plusieurs milliers de manifestants et de passants, vidant les commerces, les restaurants et les points de vente de leurs propriétaires et clients, et les arrêtant en masse.

### Un an plus tard
Dans un discours prononcé devant le California Council of Growers le 7 avril 1970, presque un an après le « Bloody Thursday » et la mort de James Rector, le gouverneur Reagan défendit sa décision d'utiliser la Garde nationale californienne pour réprimer les manifestations à Berkeley : « S'il faut un bain de sang, finissons-en. Plus d'apaisement. » Les rédacteurs du journal Berkeley Tribe décidèrent de publier cette citation en gros caractères sur la couverture de leur prochaine édition,,,.

### Contexte
La confrontation de mai 1969 au People's Park est née de la contre-culture des années 1960, opposant les « enfants des fleurs » à l'establishment. Berkeley avait été le théâtre de la première manifestation antiguerre à grande échelle du pays, le 30 septembre 1964.
Parmi les manifestations étudiantes de la fin des années 1960, la confrontation du People's Park eut lieu après les manifestations de 1968 à l'Université de Columbia et la Convention nationale démocrate, mais avant les meurtres de Kent State et l'incendie d'une succursale de Bank of America à Isla Vista. Plus près de chez nous, cela s'est produit dans la foulée du mouvement du 3 avril à l'Université de Stanford, où les étudiants ont protesté contre la recherche liée à la guerre financée par l'Université en occupant Encina Hall.
Contrairement à d'autres manifestations étudiantes de la fin des années 1960, dont la plupart étaient au moins en partie opposées à l'implication des États-Unis dans la guerre du Vietnam, les manifestations initiales à People's Park étaient principalement une réponse à un désaccord local sur l'utilisation des terres.

## Les années 1970

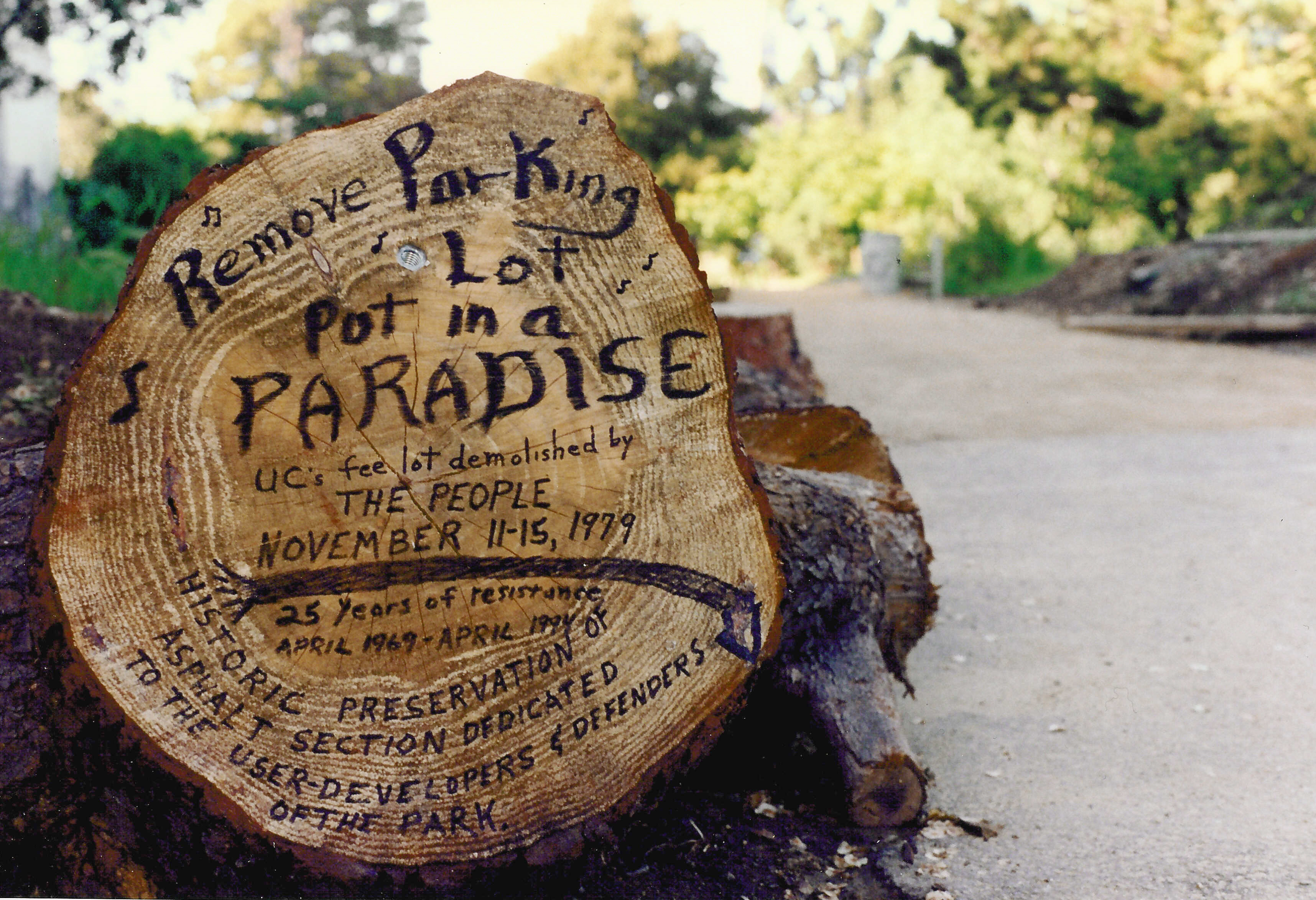
Mémorial non officiel : 25 ans du People's Park. « Supprimer le parking, mettre un paradis » est une allusion à la chanson de Joni Mitchell « Big Yellow Taxi ».

Après la marche pacifique en soutien au People's Park le 30 mai 1969, l'université a décidé de conserver la clôture grillagée périphérique de 2,4 m de haut et de maintenir une surveillance 24 heures sur 24 sur le site. Le 20 juin, les régents de l'Université de Californie ont voté pour transformer le site du People's Park en terrain de football et en parking.
En mars 1971, alors qu'il semblait que la construction du parking et du terrain de football pourrait se poursuivre, une autre manifestation au People's Park eut lieu, entraînant 44 arrestations.
En mai 1972, une foule indignée a arraché la clôture grillagée entourant le site du People's Park après que le président Richard Nixon a annoncé son intention de miner le principal port du Nord-Vietnam. En septembre, le conseil municipal de Berkeley a voté la location du site du parc à l'université. La communauté de Berkeley a reconstruit le parc, principalement grâce à des dons de main-d'œuvre et de matériaux. Différents groupes locaux ont contribué à la gestion du parc pendant sa reconstruction.
En 1979, l'université a tenté de convertir l'extrémité ouest du parc, qui était déjà un parking gratuit, en un parking payant réservé aux étudiants et aux professeurs uniquement. L'extrémité ouest du parc était (et reste) l'emplacement de la Scène du Peuple, un kiosque à musique permanent qui venait d'être érigé au bord de la pelouse dans le stationnement gratuit. Achevé au printemps 1979, il a été conçu et construit grâce aux usagers et à la participation volontaire de la communauté. Cet effort a été coordonné par le conseil du People's Park, un groupe démocratique de défenseurs des parcs, et le Projet People's Park/Forum des plantes locales. Les utilisateurs du parc et les organisateurs pensaient que l'objectif principal de l'université en tentant de convertir le parking était la destruction de la Scène du Peuple afin de supprimer la liberté d'expression et de musique, à la fois dans le parc et dans le quartier au sud du campus dans son ensemble. Il était également largement admis que l’incursion dans l’ouest du parc annonçait la dépossession de l’ensemble du parc aux fins de construction d’une université. Une manifestation spontanée à l'automne 1979 a conduit à une occupation du quartier ouest qui s'est poursuivie sans interruption tout au long du mois de décembre 1979. Les bénévoles du parc ont arraché l'asphalte et l'ont empilé en guise de barricades à côté des trottoirs le long de Dwight Way et de Haste Street. Cette confrontation a donné lieu à des négociations entre l’université et les militants du parc. Les militants du parc étaient dirigés par le Conseil populaire du parc, qui comprenait des organisateurs et des occupants du parc, ainsi que d'autres membres de la communauté. L’université a finalement capitulé. Pendant ce temps, les occupants, les organisateurs et les jardiniers bénévoles ont transformé l'ancien parking en une nouvelle zone de jardinage communautaire biologique cultivée, qui existe encore aujourd'hui.

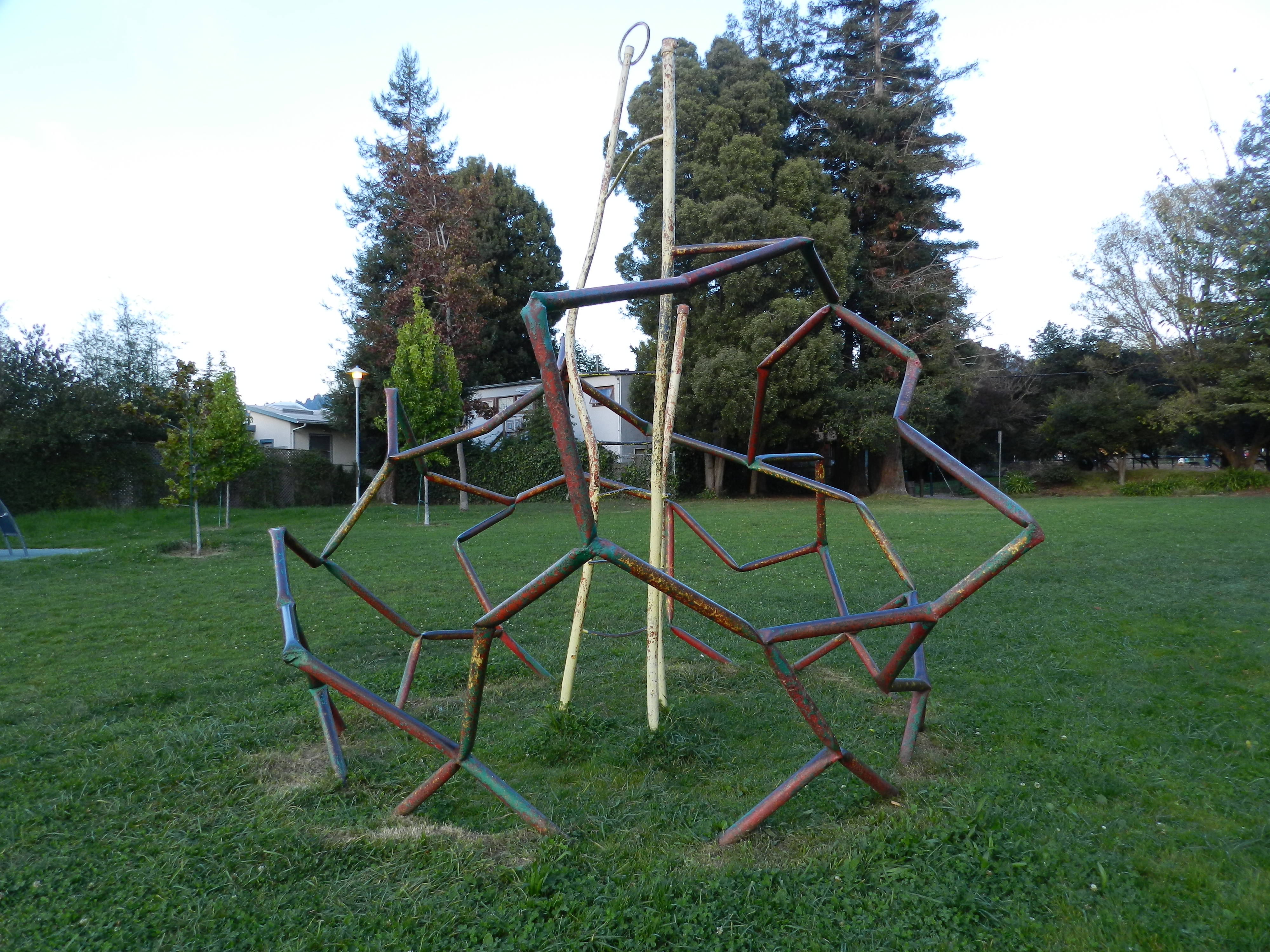
Sculpture de la Jungle Gym de la période de l'Annexe du People's Park (photo de 2011)

## L'Annexe du People's Park /Parc Ohlone
Immédiatement après les manifestations de mai 1969 au People's Park, et conformément à leur objectif de « laisser fleurir un millier de parcs », les militants du People's Park ont commencé à jardiner une bande de terre de deux pâtés de maisons appelée « Hearst Corridor », située à côté de Hearst Avenue, juste au nord-ouest du campus universitaire. Le corridor Hearst était une bande de terre le long du côté nord de l'avenue Hearst qui avait été laissée en grande partie à l'abandon après que les maisons eurent été démolies pour faciliter l'achèvement d'une ligne de métro souterraine par le Bay Area Rapid Transit (BART) District.
Dans les années 1970, les résidents locaux, notamment George Garvin, se sont lancés dans le jardinage et le développement de ce terrain, qui est devenu connu sous le nom d' « Annexe du People's Park ». Plus tard, d'autres bénévoles ont donné de leur temps et de leur énergie à l'annexe, sous la direction de David Axelrod et Charlotte Pyle, des jardiniers urbains qui figuraient parmi les organisateurs originaux du Projet People's Park/Forum des plantes locales.
Alors que les groupes de quartier et communautaires ont intensifié leur soutien à la préservation et au développement de l'Annexe, BART a abandonné son projet initial de construire des complexes d'appartements sur le corridor Hearst. La ville de Berkeley a négocié avec BART pour obtenir des droits permanents en surface sur l'ensemble de la bande de terrain de cinq pâtés de maisons, entre Martin Luther King Jr. Way et Sacramento Avenue. Au début des années 1980, ce terrain était devenu un parc urbain comprenant 39,6 hectares, que les habitants ont décidé de nommer « parc Ohlone » en l'honneur de la tribu amérindienne Ohlone qui y vivait autrefois.
Aujourd'hui, la Commission des parcs et loisirs de Berkeley sert de médiateur entre les habitants du quartier et la communauté concernant les questions de conception des parcs et leur entretien, d'exploitation et de développement des équipements d'Ohlone Park. Ces équipements, qui comprennent des sentiers pédestres et cyclables, des aires de jeux pour enfants, un parc pour chiens, des terrains de basket-ball et de volley-ball, un terrain de softball/football, des toilettes, des aires de pique-nique et des jardins communautaires, continuent de servir les habitants et les animaux de compagnie de Berkeley.

## Prolongement historique
Le parc a vu naître et disparaître divers projets au fil des décennies. La « Free Box » a fonctionné comme un lieu de dépôt de dons de vêtements pendant de nombreuses années jusqu'à sa destruction par un incendie criminel en 1995. Les tentatives ultérieures de reconstruction ont été démantelées par la police universitaire.
L'université a construit des terrains de beach-volley à l'extrémité sud du parc en 1991. Les manifestants se sont opposés au projet, s'asseyant parfois sur les terrains de volley pour empêcher leur utilisation. Les terrains ont finalement été démantelés en 1997.
En 2011, le People's Park a connu une nouvelle vague de manifestations, appelées « tree-sit ». Il s'agissait d'une série de « tree-sitters » individuels qui occupaient une plateforme en bois dans l'un des arbres du People's Park. Les manifestations ont été perturbées par des interruptions soudaines et des altercations. Un manifestant a été arrêté, un autre est tombé de l'arbre pendant son sommeil. Mais malgré les transitions et les chevauchements de plateformes politiques, comme le couvre-feu à 22 heures et les plans de développement de l'université, les manifestations ont duré pendant la majeure partie de l'automne 2011. Les actions de protection des arbres ont également été soutenues par Zachary RunningWolf, un activiste de Berkeley et plusieurs fois candidat à la mairie, qui a activement parlé aux médias des manifestants et des causes qu'ils défendaient. RunningWolf a affirmé que le motif principal des manifestations était de démontrer que « la pauvreté n'est pas un crime ».
Malgré les protestations, fin 2011, l'université de Californie à Berkeley a rasé au bulldozer l'extrémité ouest du People's Park, détruisant le jardin communautaire vieux de plusieurs décennies et abattant des arbres matures dans ce qu'un communiqué de presse publié par l'université a décrit comme un effort pour offrir aux étudiants et à la communauté dans son ensemble des conditions plus sûres et plus hygiéniques,. Cela a provoqué la colère de certains étudiants et résidents de Berkeley, qui ont noté que le bulldozer avait eu lieu pendant les vacances d'hiver, lorsque de nombreux étudiants étaient absents du campus, et faisait suite à la réponse de la police soutenue par l'administration à Occupy Cal moins de deux mois auparavant.
Le People's Park est depuis longtemps l'objet d'une controverse entre ceux qui le voient comme un mémorial au mouvement pour la liberté d'expression et un refuge pour les pauvres, et ceux qui le décrivent comme un endroit infesté de criminalité et hostile aux familles. Bien que le parc dispose de toilettes publiques, de jardins et d'une aire de jeux, de nombreux résidents ne le considèrent pas comme un endroit accueillant, invoquant la consommation de drogue et un taux de criminalité élevé. Un article du San Francisco Chronicle du 13 janvier 2008 qualifiait le People's Park de « centre abandonné et quelque peu menaçant pour les consommateurs de drogue et les sans-abri ». Le même article citait des habitants et des partisans du parc affirmant qu'il était « parfaitement sûr, propre et accessible ». En mai 2018, l'UC Berkeley a rapporté que la police du campus avait été appelée 1 585 fois au People's Park au cours de l'année précédente. L'université a également déclaré qu'il y avait eu 10 102 incidents criminels dans le parc entre 2012 et 2017.

## Projet de développement
En 2018, l'Université de Californie à Berkeley a dévoilé un plan pour People's Park qui comprendrait la construction de logements pouvant accueillir jusqu'à 1 000 étudiants, des logements avec services pour les sans-abri ou les vétérans de l'armée, et un mémorial honorant l'histoire et l'héritage du parc,,,.
Les critiques affirment que toute tentative de construction de logements pour étudiants « se heurtera inévitablement à une violence incandescente ». Ils vont plus loin en décrivant cela comme « un spectacle de merde qui fera passer les émeutes de 1969 et 1991 pour une soirée de thé et de petits pains anglais ».